# NGC 4675
NGC 4675 é uma galáxia espiral barrada (SBb) localizada na direcção da constelação de Ursa Major. Possui uma declinação de +54° 44' 14" e uma ascensão recta de 12 horas, 45 minutos e 31,7 segundos.
A galáxia NGC 4675 foi descoberta em 14 de Abril de 1789 por William Herschel.